# Rockdale, Texas
Rockdale är en ort i Milam County i Texas. Vid 2020 års folkräkning hade Rockdale 5 323 invånare.